# Uroš Radaković
Uroš Radaković [uroš radakovič] (srbskou cyrilicí Урош Радаковић; * 31. března 1994, Bělehrad) je srbský fotbalový obránce a mládežnický reprezentant hrající za ruský PFK Arsenal Tula. Hraje na postu stopera (středního obránce) či defenzivního záložníka. Mimo Srbsko působil v Itálii, Česku, Rusku, Kazachstánu a Polsku.

## Klubová kariéra
Odchovanec srbského klubu FK Crvena zvezda hrál v Srbsku ještě za FK Proleter Novi Sad (v letech 2011–2012). V srpnu 2012 odešel na své první zahraniční angažmá do italského klubu Bologna FC 1909. V nejvyšší lize Serie A si nezahrál, odehrál pouze několik utkání v poháru Coppa Italia a v lednu 2014 odešel na hostování do druholigového italského týmu Novara Calcio.

### SK Sigma Olomouc
V srpnu 2015 odešel na další hostování i s opcí na případný přestup do moravského klubu SK Sigma Olomouc, tehdejšího nováčka Synot ligy 2015/16. V přípravném zápase v rakouském městě Laa an der Thaya se podílel s rezervním týmem Sigmy na výhře 3:2 nad italským klubem Lazio Řím. Po dvou odehraných přípravných utkáních obdržel nabídku smlouvy, kterou přijal, a také dres s číslem 26. Trenér Sigmy Leoš Kalvoda tak mohl posílit defenzivní řady svého mužstva. V 1. české lize debutoval 8. srpna 2015 ve třetím kole sezóny 2015/16 na hřišti Bohemians 1905 (remíza 1:1). 8. října 2015 klub s předstihem uplatnil opci a v létě 2016 hráče získal na přestup.
Poslední sezóny si vydobyl jasné místo v základní sestavě, kde se pod ním mohl zdokonalovat mladý stoper Václav Jemelka. Sigmě pomohl Radaković dostat se na čtvrté místo v české HET lize a tím pádem dostat se do předkol evropské ligy. Sigma vypadla až ve 4. předkole se Sevillou. Zde už ale Uroš nehrál, jelikož si ho v létě 2018 koupila AC Sparta Praha.

## Reprezentační kariéra
Reprezentoval Srbsko v mládežnických kategoriích. Býval kapitánem srbské reprezentace U17. Nastoupil i v dresu srbské "jdenadvacítky".